# Просто неотразима
«Просто неотразима» (англ. Simply Irresistible) — американская романтическая комедия 1999 года, в главных ролях снялись Сара Мишель Геллар и Шон Патрик Флэнери. Режиссёр — Марк Тарлов, сценарий Джудит Робертс. Фильм стал последним, который обозревал критик Джин Сискел — он дал картине негативную оценку. В российском прокате фильм также известен под названием «Устоять невозможно».

## Сюжет
Аманда Шелтон унаследовала ресторан своей скончавшейся матери, однако девушка не умеет готовить так же превосходно, как она. Ресторан терпит убытки, но однажды Аманда встречает на рынке таинственного незнакомца. Он представляется другом её матери по имени Джин О’Райлли. Он продаёт девушке крабов, и во время готовки блюда один из них сбегает и становится талисманом Аманды — этот краб волшебник, накладывающий волшебные чары каждый раз, как щёлкает клешнями. Именно благодаря ему в Аманде просыпается кулинарный талант. Теперь каждый, кто съест блюдо, приготовленное девушкой, попадает под её чары. К примеру, слеза, попавшая в еду, заставляет попробовавших её плакать. Вскоре Аманда знакомится с владельцем ресторана, Томом Бартлеттом, в которого сразу же влюбляется.
Моментально ресторан Аманды начинает пользоваться популярностью, а личная жизнь начинает налаживаться по мере развития романа с Томом. Однако вскоре Том осознаёт, что Аманда — необычная девушка и он в прямом смысле попал под её чары, и решает бросить девушку. Она направляется в офис Тома, где хочет прояснить их отношения, и становится свидетелем скандала, устроенного модным французским поваром, нанятым готовить для ресторана Тома. Когда же выясняется, что Аманда — владелица ресторана, о котором все в городе говорят, её нанимают готовить для открытия, несмотря на протесты Тома.
В итоге, преодолев свои страхи, Аманда становится первоклассным поваром и ей больше не нужна помощь магии. На открытии ресторана девушку ждёт успех и воссоединение с любимым, когда Том просит прощения и признаётся Аманде в любви.

## В ролях
- Сара Мишель Геллар — Аманда Шелтон
- Шон Патрик Флэнери — Том Бартлетт
- Патрисия Кларксон — Лоис МакНелли
- Дилан Бейкер — Джонатан Бендель
- Кристофер Дюранг — Джин О’Райлли
- Лоренс Гиллиард-мл. — Нолан Трейнор
- Бетти Бакли — Тётя Стелла
- Аманда Пит — Крис
- Малгожата Зайончковская — Миссис Мюллер
- Краб — Краб Волшебник

## Упоминания других фильмов
В фильме есть несколько отсылок к мюзиклам с участием Фреда Астера:
- «The Belle of New York» (1952): Флэннери и Геллар парят под потолком — такая же сцена есть в этом фильме с участием Астера и Веры-Еллен.
- «Yolanda & The Thief» (1946)
  - Настил для ресторана, который выбирает герой Флэнери тот же, что и в музыкальном номере «Coffee Time».
  - Комментарий Дилана Бейкера: «Всё выглядит, как сцена из мюзикла студии «MGM».
- «Shall We Dance» (1937): Флэнери выглядит таким же расстеряным в одной из сцен, как Джинджер Роджерс в финале фильма.
- «Swing Time» (1936): планировка ресторана очень похожа на ресторан и ночной клуб «Silver Sandal.»

## Интересные факты
- Аманда произносит фразу «Bibbidi bobbidi boo!» из мультфильма «Золушка» 1950 года.
- Фильм имеет посвящение: «Джуди» (англ. For Judy).
- Слоганы фильма: «Magic opened up their hearts… Love did the rest» и «A bewitching romance».
- Съёмки картины проходили в Нью-Йорке, США.
- Рабочее название картины — «Ванильный туман» (англ. Vanilla Fog).
- Сара Мишель Геллар сказала, что эта картина — одна из самых любимых в числе тех, где она снималась.

## Саундтрек
1. «Little King» — The Hollowbodies
2. «Busted» — Jennifer Paige
3. «Falling» — Donna Lewis
4. «Got The Girl» (Boy From Ipanama) — Reiss
5. «The Angel Of The Forever Sleep» — Marcy Playground
6. «Take Your Time» — Lori Carson
7. «Beautiful Girls» — Chris Lloyd
8. «Once In A Blue Moon» — Sydney Forest
9. «Parkway» — The Hang Ups
10. «Our Love Is Going To Live Forever» — Spain
11. «Bewitched, Bothered And Bewildered» — Katalina
12. «Crab Rangoon» — Tara-Saurus Rex
13. «That Old Black Magic» — Harold Arlen

Также в фильме звучали песни «Secret Smile» (Semisonic) и «Every Little Thing (He) Does Is Magic» (Shawn Colvin).

## Кассовые сборы
В премьерные выходные картина собрала $2,2 млн., заняв 9 позицию в северо-американском прокате. Общие сборы картины составили всего лишь $4 389 989.